# Broticosia paramonovi
Broticosia paramonovi är en tvåvingeart som först beskrevs av Hull 1962.  Broticosia paramonovi ingår i släktet Broticosia och familjen rovflugor. Inga underarter finns listade i Catalogue of Life.